# Pino Iacino
Battista Iacino, detto Pino (Grimaldi, 9 marzo 1935 – Cosenza, 16 novembre 2024), è stato un politico italiano.

## Biografia
Primo sindaco socialista di Cosenza, guidò l'amministrazione comunale dal 1975 al 1980 nella prima "giunta rossa" della città, composta da socialisti, comunisti e socialdemocratici. Fu in seguito eletto al Consiglio regionale della Calabria, dove fu anche assessore, rimanendovi fino al 1990.